# George Hay Dawkins-Pennant
George Hay Dawkins-Pennant (1764-1840), du château de Penrhyn, Caernarvonshire et 56 Portland Place, Middlesex, est un homme politique anglais. Il est le second fils de Henry Dawkins et son nom original est George Hay Dawkins, le nom de famille Pennant est ajouté quand il hérite de Richard Pennant, qui meurt en 1808,.

## Biographie
Dawkins-Pennant est député pour Newark 19 mai 1814 à 1818; et pour New Romney de 1820 à 1830.

## Famille
Dawkins-Pennant épouse en 1807 Sophie Marie Maude, fille de Cornwallis Maude (1er vicomte Hawarden), et en 1814, à Elizabeth, fille de William Henry Bouverie. Sa fille aînée Juliana Isabella Marie Dawkins-Pennant épouse le colonel Edward Gordon Douglas en août 1833, à partir de 1841 Edward Douglas-Pennant de la seconde création.